# ستاد نجيب خطاب
تم تجديد ستاد نجيب خطاب في 2021.
ستاد نجيب خطاب: هو ملعب رياضي يقع في مدينة تطاوين، تونس. يُعدّ الملعب هو الملعب الرئيسي لفريق الاتحاد الرياضي بتطاوين، ويعتبر من الأماكن الرياضية الهامة في المنطقة. سُمّي الملعب على اسم نجيب خطاب، أحد الشخصيات البارزة في تاريخ الرياضة التونسية.

## التاريخ
تم بناء الملعب في أوائل الثمانينات من القرن الماضي لتلبية احتياجات كرة القدم المحلية. على مر السنين، خضع الملعب لعدة تجديدات، بما في ذلك تركيب العشب الاصطناعي في عام 2020 لتحسين ظروف اللعب.

## الموقع
يقع الملعب في الجزء الجنوبي من تونس، ويُعرف بموقعه الاستراتيجي على الطريق P19 بالقرب من وسط مدينة تطاوين. المنطقة المحيطة بالملعب غنية بالتراث الثقافي، ويُعدّ الملعب نقطة محورية في المجتمع المحلي."

## المرافق
يستوعب الملعب 5,000 متفرج، ويتميز بعشب اصطناعي لضمان استمرارية اللعب طوال العام. شملت التحديثات الأخيرة تحسينات في الإضاءة، وتوسيع المقاعد، بالإضافة إلى تحسين مواقف السيارات.

## الأحداث المهمة
استضاف ستاد نجيب خطاب العديد من المباريات الهامة، بما في ذلك مباريات الدوري المحلي، والمنافسات الرياضية، والبطولات الدولية للشباب. يُعدّ الملعب مركزًا للمشجعين في تطاوين وله دور كبير في تطوير الرياضة في المنطقة.

## خطط المستقبل
من المتوقع أن يخضع الملعب لمزيد من التحديثات في السنوات القادمة، بما في ذلك تركيب مرافق تدريب جديدة ومنطقة للمشجعين لتحسين تجربة الجمهور.